# 목암중학교
목암중학교(木巖中學校)는 대한민국 경기도 고양시 덕양구 고양동에 있는 공립 중학교이다.

## 학교 연혁
- 2005년 1월 5일 : 목암중학교 36학급 설립 인가
- 2005년 3월 1일 : 초대 허규 교장 취임
- 2005년 3월 4일 : 개교 및 제1회 입학식(11학급 편성)
- 2006년 2월 17일 : 제1회 졸업식(23명)
- 2006년 9월 1일 : 학교 도서관 확장 및 리모델링 완료
- 2016년 9월 1일 : 제4대 조규상 교장 취임
- 2017년 3월 1일 : 마을공동체와 함께하는 체육교육거점 연구학교(2년간)
- 2019년 3월 4일 : 제5대 최혜숙 교장 취임
- 2021년 1월 8일 : 제16회 졸업식(280명)
- 2021년 3월 2일 : 28학급 편성(1학년 277명 입학)

## 참고 자료
- 목암중학교 - 한국교육학술정보원 학교알리미